# Tectaria pseudosinuata
Tectaria pseudosinuata là một loài dương xỉ trong họ Tectariaceae. Loài này được Brownlie mô tả khoa học đầu tiên..
Danh pháp khoa học của loài này chưa được làm sáng tỏ. 